# John Ruskin
John Ruskin (Londen, 8 februari 1819 - Brantwood (Lancashire), 20 januari 1900) was een Engels criticus die vooral bekend werd door zijn werk als kunstcriticus en sociaalcriticus, maar ook herinnerd wordt als schrijver, dichter en getalenteerd aquarellist. Ruskins essays over kunst en architectuur waren zeer invloedrijk in het victoriaanse tijdperk en het edwardiaanse tijdperk.

## Leven en werk
Ruskin studeerde aan de Universiteit van Oxford. Zijn doorbraak kwam er met het eerste deel van Modern Painters (1843), een vijfdelig essay (gepubliceerd tussen 1843 en 1860, waarin hij het werk van William Turner verdedigt. Kunst moest volgens Ruskin in de eerste plaats waarheidsgetrouw zijn aan de natuur. Rond 1850 werd hij promotor van de prerafaëlitische beweging. Later zou hij met name veel aandacht hebben voor politieke en sociale factoren. Daarbij benadrukte hij steeds het verband tussen de natuur, de kunst en de maatschappij.
In 1869 werd Ruskin professor aan de Universiteit van Oxford en de Slade School of Fine Art. In 1877 werd hij door kunstschilder James McNeill Whistler aangeklaagd wegens smaad, toen hij diens schilderij Nocturne in zwart en goud - de vallende raket bekritiseerde en McNeill Whistler ervan beschuldigde 200 gienjes te vragen om het publiek "een pot met verf" voor te schotelen. Toen hij de zaak verloor gaf Ruskin zijn professoraat aan Oxford op, omdat hij vond dat hij zijn taak als criticus niet meer kon uitoefenen.
In 1885 publiceerde Ruskin The Pleasures of England en in juli 1889 kwam zijn autobiografie uit, Praeterita. Ruskin publiceerde in totaal ongeveer 250 werken. Veel van zijn werken doneerde hij aan de Somerville College Library.
Ruskin was gehuwd met Effie Gray, die hem later verliet voor John Everett Millais. Later had hij een relatie met de Ierse Rose de la Touche. Na 1886 kreeg hij steeds vaker psychische problemen. Begin 1900 overleed John Ruskin op tachtigjarige leeftijd aan influenza en werd begraven op het kerkhof in Coniston.
Ruskins invloed was erg groot in de periode van de tweede helft van de 19de eeuw tot aan de Eerste Wereldoorlog. Tijdens de jaren 1960 werd zijn werk met vernieuwde interesse bekeken.

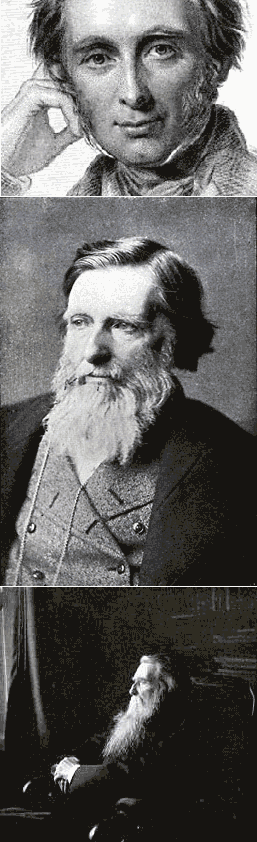
Boven: Gravure van Ruskin als een jongeman, circa 1845, gescand van een druk uit ±1895. Midden: Ruskin op middelbare leeftijd, als professor in Oxford (1869-1879). Scan uit een boek uit 1879. Onder: John Ruskin op hoge leeftijd, 1894, door fotograaf Frederick Hollyer. Druk uit 1894.
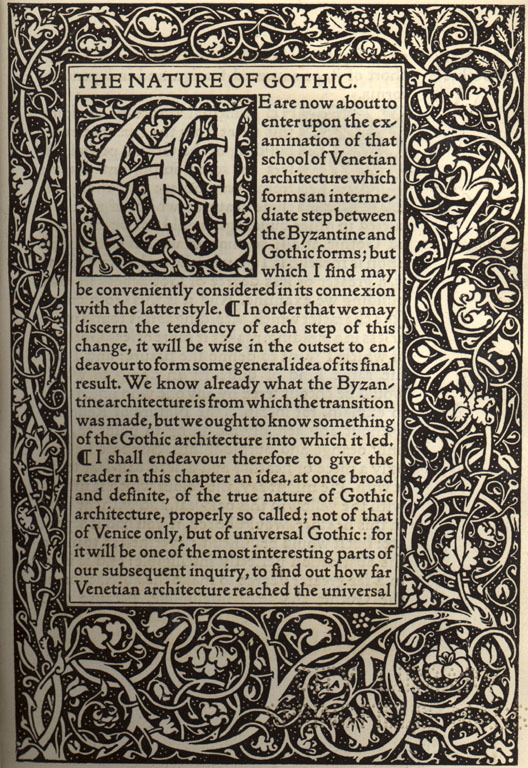
Eerste pagina van The Nature of Gothic door John Ruskin, uitgevoerd door the Kelmscott Press.

## Selectie van zijn werk
- Poems (1835-1846)
- The Poetry of Architecture: Cottage, Villa, etc., to Which Is Added Suggestions on Works of Art (1837-1838)
- The King of the Golden River, of The Black Brothers (1841)
- Modern Painters
  - Part I. Of General Principles (1843-1844)
  - Part II. Of Truth (1843-1846)
  - Part III. Of Ideas of Beauty (1846)
  - Part IV. Of Many Things (1856)
  - Part V. Mountain Beauty (1856)
  - Part VI. Of Leaf Beauty (1860)
  - Part VII. Of Cloud Beauty (1860)
  - Part VIII. Of Ideas of Relation: – I. Of Invention Formal (1860)
  - Part IX. Of Ideas of Relation: – II. Of Invention Spiritual (1860)
- Review of Lord Lindsay's "Sketches of the History of Christian Art" (1847)
- The Seven Lamps of Architecture (1849)
- Letters to the "Times" in Defense of Hunt and Millais (1851)
- Pre-Raphaelitism (1851)
- The Stones of Venice 
  - Volume I.  The Foundations (1851)
  - Volume II. The Sea–Stories (1853)
  - Volume III. The Fall (1853)
- Lectures on Architecture and Poetry, Edinburgh, in November, 1853
- Architecture and Painting (1854)
- The True and the Beautiful in Nature, Art, Morals and Religion (1858)
- Letters to the "Times" in Defense of Pre-Raphaelite Painting (1854)
- Academy Notes: Annual Reviews of the June Royal Academy Exhibitions (1855-1859 / 1875)
- The Harbours of England (1856)
- A Joy Forever and Its Price in the Market, of The Political Economy of Art (1857 / 1880)
- The Elements of Drawing, in Three Letters to Beginners (1857)
- The Two Paths: Being Lectures on Art, and Its Application to Decoration and Manufacture, Delivered in 1858–9
- The Elements of Perspective, school editie (1859)
- Unto This Last: Four Essays on the First Principles of Political Economy (1860)
- Munera Pulveris: Essays on Political Economy (1862-1863 / 1872)
- Cestus of Aglaia (1864)
- Sesame and Lilies (1864-1865)
- The Ethics of the Dust: Ten Lectures to Little Housewives on the Elements of Chrystallisation (1866)
- The Crown of Wild Olive: Three Lectures on Work, Traffic and War (1866)
- Time and Tide by Weare and Tyne: Twenty-five Letters to a Working Man of Sunderland on the Laws of Work (1867)
- The Flamboyant Architecture of the Somme (1869)
- The Queen of the Air: Being a Study of the Greek Myths of Cloud and Storm (1869)
- Verona and its Rivers (1870)
- Lectures on Art, voor de University of Oxford in Hilary Term, 1870
- Aratra Pentelici: Six Lectures on the Elements of Sculpture, voor de University of Oxford in Michaelmas Term, 1870
- Lectures on Sculpture, Delivered at Oxford, 1870–1871
- Fors Clavigera: Letters to the Workmen and Labourers of Great Britain
  - Volume I.  (1871)
  - Volume II.
  - Volume III.
  - Volume IV.  (1880)
- The Eagle's Nest: Ten Lectures on the Relation of Natural Science to Art, voor de University of Oxford in Lent Term, 1872
- Love's Meinie (1873)
- Ariadne Florentia: Six Lectures on Wood and Metal Engraving, with Appendix, voor de  University of Oxford, in Michaelmas Term, 1872
- Val d’Arno: Ten Lectures on the Tuscan Art antecedent to the Florentine Year of Victories, voor de University of Oxford in Michaelmas Term, 1872
- Mornings in Florence (1877)
- Pearls for Young Ladies (1878)
- Review of Paintings by James McNeill Whistler (1878)
- Fiction, Fair and Foul (1880)
- Deucalion: Collected Studies of the Lapse of Waves and Life of Stones (1883)
- The Art of England: Lectures voor de University of Oxford (1883-1884)
- St Mark's Rest (1884)
- The Storm-Cloud of the Nineteenth Century (1884)
- The Pleasures of England: Lectures voor de University of Oxford (1884-1885)
- Bible of Amiens (1885)
- Proserpina: Studies of Wayside Flowers while the Air was Yet Pure among the Alps and in the Scotland and England Which My Father Knew (1886)
- Præterita: Outlines of Scenes and Thoughts Perhaps Worthy of Memory in My Past Life (1885-1889)